# Алиев, Шамиль Рустамович
Шамиль Рустамович Алиев (азерб. Şamil Rüstəm oğlu Əliyev; род. 2 июня 1929, Баку) — советский азербайджанский машиностроитель, Герой Социалистического Труда (1977).

## Биография
Родился 2 июня 1929 года в городе Баку Азербайджанской ССР.
Начал трудовую деятельность в 1945 году фрезеровщиком, позже бригадир бригады коммунистического труда фрезеровщиков механосборочного цеха № 2 Кишлинского машиностроительного завода. С 1980 года председатель республиканского комитета профсоюза работником тяжёлой машиностроительной промышленности АСПС. Совместно с другими передовиками труда учредил в Советском Азербайджане проект «за пятилетку — две пятилетки». Регулярно выполнял планы, отличался в труде. Делился опытом с рабочими дружественных стран и многому учился у них. Алиев достойно получил звание Героя десятой пятилетки.
Указом Президиума Верховного Совета СССР от 13 мая 1977 года за выдающиеся заслуги при выполнении плана в 1976 году и принятых социалистических обязательств Алиеву Шамилю Рустамовичу присвоено звание Героя Социалистического Труда с вручением ордена Ленина и золотой медали «Серп и Молот».
Активно участвовала в общественной жизни Азербайджана. Член КПСС с 1956 года. Депутат Верховного Совета Азербайджанской ССР 6-го и 10-го созывов. Делегат XXX съезда КП Азербайджана.
В 2002 году Алиеву присвоена персональная пенсия Президента Азербайджанской Республики.